# 学校教育の水準の維持向上のための義務教育諸学校の教育職員の人材確保に関する特別措置法
学校教育の水準の維持向上のための義務教育諸学校の教育職員の人材確保に関する特別措置法（がっこうきょういくのすいじゅんのいじこうじょうのためのぎむきょういくしょがっこうのきょういくしょくいんのじんざいかくほにかんするとくべつそちほう、昭和49年2月25日法律第2号）は、学校教育が次代をになう青少年の人間形成の基本をなすものであることにかんがみ、義務教育諸学校の教育職員の給与について特別の措置を定めることにより、すぐれた人材を確保し、もって学校教育の水準の維持向上に資することに関する法律である。
この法律における義務教育諸学校とは（第2条1項）
「義務教育諸学校」とは、学校教育法（昭和22年法律第26号）に規定する小学校、中学校、義務教育学校、中等教育学校の前期課程また又は特別支援学校の小学部若しくは中学部をいう。
この法律における教育職員とは（第2条2項）
「教育職員」とは、校長、副校長、教頭及び教育職員免許法（昭和24年法律第147号）第2条1項に規定する教員をいう。

## 構成
本文は、第1条から第3条までの短い法律である。この法律自体は、一般の公務員の給与水準に比較して必要な優遇措置を講じることを宣言しているのみであり具体的なことは他の法令に定めることになる。